# Saint Pierre Yaméogo
Pierre Sakama Yaméogo (Koudougou, 15 mei 1955 – Ouagadougou, 1 april 2019), werkend onder de naam Saint Pierre Yaméogo, was een Burkinees filmmaker. Hij studeerde aan het Conservatoire libre du cinéma français en aan de Université Paris-VIII. Hij richtte de productiemaatschappijen Afix Productions en Dunia Productions op, die zijn eigen films produceren en ook die van andere Burkinese filmmakers. Op het Filmfestival van Cannes 2005 ontving hij de Prix de l'Espoir voor zijn werk Delwende.

## Filmografie
- 1984: L'Œuf silhouette
- 1987: Dunia
- 1991: Laafi
- 1993: Wendemi
- 1998: Silmandé
- 2003: Moi et mon blanc
- 2005: Delwende
- 2007: Réfugiés... mais humains
- 2011: Bayiri, la patrie

- Bibliothèque nationale de France: cb141466882 (data)
- Gemeinsame Normdatei: 132706350
- International Standard Name Identifier: 0000 0000 8158 4028
- Library of Congress Control Number: no2005015650
- Nederlandse Thesaurus van Auteursnamen: 299510611
- Système universitaire de documentation: 075715910
- Virtual International Authority File: 78505373
- WorldCat: E39PBJtxbQBqbHTXHTRVcV74MP